# Agrostophyllum parviflorum
Agrostophyllum parviflorum är en orkidéart som beskrevs av Johannes Jacobus Smith. Agrostophyllum parviflorum ingår i släktet Agrostophyllum och familjen orkidéer. Inga underarter finns listade i Catalogue of Life.